# Генслер, Владимир Иванович
Влади́мир Ива́нович Ге́нслер (15 (28) января 1906, Санкт-Петербург ― 1 ноября 1963, Ленинград) ― советский кларнетист и музыкальный педагог, профессор Ленинградской консерватории, заслуженный деятель искусств РСФСР (1956).
Выдающийся кларнетист-виртуоз, Генслер часто выступал как солист и камерный музыкант, сохранился ряд его записей.

## Биография
Учился в Ленинградской консерватории по классам В. Ф. Бреккера и А. В. Березина, окончил её в 1929 году.
В 1930—1957 годах — солист симфонического оркестра Ленинградской филармонии.
В 1935 победил на Всесоюзном конкурсе музыкантов-исполнителей (разделил первую премию с А. В. Володиным).
В 1931—1941 преподаватель музыкального училища им. Мусоргского, с 1937 ― Ленинградской консерватории (профессор c 1950).
Среди учеников Генслера ― Валерий Гридчин, Михаил Измайлов, Виктор Козлов, Валерий Безрученко, Николай Кирюхин.Альгирдас Будрис.Бутырский
Иван Ефимович 

### Семья
- Сын — Генслер, Валерий Владимирович (1937—1994) — был доцентом Санкт-Петербургской Консерватории, преподавал фортепиано.
- Внук — Генслер, Владимир Валерьевич (род. 1961) — музыкант, кларнетист.
- Племянница — Генслер, Ирина Георгиевна (род.1930) —  артистка балета, педагог, заслуженная артистка РСФСР
- Правнук - Генслер, Дмитрий Владимирович (род. 1997)